# Canha
Canha é uma vila portuguesa sede da freguesia homónima do município de Montijo. A freguesia tem 207,73 km² de área e 1566 habitantes (censo de 2021), tendo, por isso, uma densidade populacional de 7,5 hab./km².
Canha é uma das três freguesias do Município de Montijo que constituem o exclave situado a leste da porção principal (de facto, de menor extensão territorial), onde se situa a sede municipal. As outras duas freguesias do exclave são Pegões e Santo Isidro de Pegões.
Canha foi vila e sede de concelho entre 1172 e 1836, sendo então integrado no concelho de Montemor-o-Novo. Recuperou a categoria de concelho durante um curto período em 1838, sendo então integrado definitivamente no atual município. Era constituído apenas pela freguesia da vila e tinha, em 1801, 992 habitantes.

## Demografia
A população registada nos censos foi:
| Distribuição da População por Grupos Etários | Distribuição da População por Grupos Etários | Distribuição da População por Grupos Etários | Distribuição da População por Grupos Etários | Distribuição da População por Grupos Etários |
| -------------------------------------------- | -------------------------------------------- | -------------------------------------------- | -------------------------------------------- | -------------------------------------------- |
| Ano                                          | 0-14 Anos                                    | 15-24 Anos                                   | 25-64 Anos                                   | > 65 Anos                                    |
| 2001                                         | 212                                          | 242                                          | 963                                          | 491                                          |
| 2011                                         | 197                                          | 118                                          | 863                                          | 511                                          |
| 2021                                         | 147                                          | 143                                          | 711                                          | 565                                          |

Nota: Com lugares desta freguesia foi criada a Freguesia de Santo Isidro de Pegões (decreto-lei nº 41.320, de 14/10/1957) e pela Lei n.º 94/85, de 4 de Outubro, a Freguesia de Pegões

## História
A vila de Canha, cujo padroeiro é Nossa Senhora da Oliveira, é a cabeça da freguesia com maior dimensão do Município de Montijo e tem de área 207,73 km2. O nome da localidade provavelmente provém da existência na região de profusão de canas[carece de fontes?], daí o topónimo de Villa Nova de Canya. Devido à sua excelente localização geográfica, atraiu desde longa data a fixação do homem, como atestam os diversos vestígios encontrados na proximidade da sua ribeira, datáveis do paleolítico. Do neolítico há a registar a existência de uma sepultura megalítica tipo cista. A presença de um castro neolítico também foi referenciada na região. Do período da ocupação romana do território encontram-se vestígios da sua passagem por Canha, nomeadamente na área do Monte do Escatelar onde se encontra os restos de uma presumível “Villae”. De salientar a existência de um fragmento de mosaico policromo, actualmente inserido numa das habitações do monte e de diversos materiais cerâmicos.
A freguesia é constituída por terrenos agrícolas, bastante férteis, que lhe conferem um carácter rural por excelência. A Agricultura foi a sua característica principal até aos nossos dias e que também se reflectiu na única experiência industrial acontecida que foi a conserva de polpa de tomate na fábrica da Tocam que fechou em 1989.
No casario da Vila é patente o traçado tipo alentejano. O seu casario de piso térreo é maioritariamente caiado de branco com barras azuis ou cinzentas, num compromisso paisagístico que marca esta zona de transição entre campos ribatejanos e a planície alentejana.

### Cronologia
- 1172 - Canha recebe de D. Afonso Henriques o primeiro Foral.
- 1186 - A 28 de Outubro de 1186 (Corpo Cronológico, Parte I, maço 1, número 3, Documentos Régios), o Rei D. Sancho I, O Povoador, resolve delimitar as fronteiras das Ordens Religiosas Militares de Avis e de Sant’Iago, pelas Ribeiras de Lavre e de Canha até à foz com o Rio Tejo em Samora Correia que então ainda não existia. À Ordem de Avis (antiga Ordem de Calatrava e de Évora) foi atribuída uma pequena faixa de território de 8 km entre a margem direita da Ribeira de Canha e a actual Salvaterra de Magos, junto ao Tejo, alargando para o norte do Alentejo, e para a Ordem de Sant’Iago toda a margem esquerda até ao Algarve.

Assim durante o período da reconquista, Canha aparece como limite do Castelo de Alcácer do Sal e, posteriormente, juntamente com Cabrela e o Castelo de Belmonte (Samora Correia), fazia parte das sentinelas avançadas que defrontavam os mouros, pertencendo a defesa deste território à cavalaria e mestrado de Santiago.
- 1207 - É construído o Castelo de S. João Baptista de Belmonte pela Ordem de Sant’Iago e que seria o berço de Samora Correia quarenta anos depois junto à foz da ribeira de Canha.
- 1235 - Foral doado por D. Paio Peres Correia, comendador de Alcácer.
- 1252 - D. Aires Vasques concede à Ordem de Santiago a igreja de Canha.
- 1516 - Com a reforma manuelina dos forais, Canha recebe um novo foral.
- 1527 – A Vila de Canha encontra-se incluída por doação ao futuro Cardeal D. Henrique no rol dos bens afectos à ordem de Santiago que serviam de sustento às Comendadeiras de Santos.
- 1616 – É fundada a Misericórdia de Canha.
- 1833 - Com a chegada dos liberais, começaram as reformas administrativas e o Concelho de Canha passou, então, por diversas vicissitudes políticas. Foi integrado na Comarca de Setúbal e Província da Estremadura. Depois foi transferido para a Província do Alentejo, posteriormente, em 1835 passou para o Distrito de Lisboa.
- 1836 - É extinto o Concelho de Canha e incorporado no de Montemor-o-Novo.
- 1838 - Por carta de lei de 2 de janeiro, Canha restaurou o seu concelho, mas por um curto espaço de tempo, já que pela lei de 17 de Abril do mesmo ano, foi integrada no Concelho de Aldeia Galega do Ribatejo (atual Montijo). Para a sua extinção e integração no concelho de Aldeia Galega terá contribuído o facto da maioria dos proprietários rurais da área serem residentes na Aldeia Galega ou na zona do seu concelho, pelo que não se justificava o pagamento de impostos noutro concelho que não fosse o da sua residência.
- 1889 – Um grupo de amigos juntaram-se e realizaram pela primeira vez as em honra da padroeira da terra. A festa em Honra de Nossa Senhora de Oliveira realizam-se no primeiro fim de semana de Setembro e é um bom pretexto para visitar a vila histórica de Canha.
- 1926 - Os munícipes de Canha manifestaram interesse que a freguesia integrasse o novo concelho de Vendas Novas. Tal objectivo levou a CM Montijo a protestar junto do Ministério do Interior.
- 1934 - Em 21 de Março de 1934 é Fundada a Casa do Povo de Canha.
- 1944 - Novas instalações da Casa do Povo de Canha.
- 1947 - Renovado manifesto de Canha para que a freguesia integrasse Vendas Novas, levou a novo protesto por parte de Montijo. O Hospital da Misericórdia de Canha encerra e é posteriormente transformado em Lar.
- 1951 - O Instituto Geográfico e Cadastral propões a troca das Herdades de Vidigal, Bombel e Vale Cabrela pelas propriedades e seus foros situadas entre as Herdades dos Pelados e Porto das Mestras, do concelho de Montemor-o-Novo, nomeadamente Latadas de Cima e Latadas de Baixo e foros das Latadas.
- 1957 - Canha assistiu, então, ao desmembramento da sua área para criação da freguesia de Santo Isidro de Pegões.
- 1985 - Canha assistiu, novamente, ao desmembramento da sua área para criação da freguesia de Pegões.
- 1986 – A Vila de Canha foi visitada por Freitas do Amaral, então candidato à presidência da República.
- 1997 - O brasão e bandeira, da vila, foram publicados em Diário da República, III Série de 3 de janeiro de 1997. A autoria do brasão e bandeira deve-se a Ricardo Jorge Isabel da Silva.
- 2007 – A 25 de abril é inaugurado o Museu Etnográfico na antiga casa do médico que foi o grande benemérito da vila - o conhecido Dr. Maurício. No Museu Etnográfico pode-se espreitar o passado da vila, todo ele passado no campo.

## Resultados eleitorais

### Eleições autárquicas (Assembleia de freguesia)
| Partido                                                          | %    | M    | %    | M    | %    | M    | %    | M    | %    | M    | %    | M    | %    | M    | %     | M    | %     | M    | %     | M    | %     | M    | %     | M    | %     | M    |
| Partido                                                          | 1976 | 1976 | 1979 | 1979 | 1982 | 1982 | 1985 | 1985 | 1989 | 1989 | 1993 | 1993 | 1997 | 1997 | 2001  | 2001 | 2005  | 2005 | 2009  | 2009 | 2013  | 2013 | 2017  | 2017 | 2021  | 2021 |
| ---------------------------------------------------------------- | ---- | ---- | ---- | ---- | ---- | ---- | ---- | ---- | ---- | ---- | ---- | ---- | ---- | ---- | ----- | ---- | ----- | ---- | ----- | ---- | ----- | ---- | ----- | ---- | ----- | ---- |
| PS                                                               | 44,3 | 5    | 29,2 | 4    | 30,9 | 4    | 60,8 | 6    | 39,2 | 4    | 31,9 | 3    | 46,4 | 5    | 58,32 | ?    | 37,11 | ?    | 36,27 | 4    | 22,87 | 2    | 59,76 | 6    | 55,22 | 5    |
| FEPU (1976-1978); APU (1978-1987); PCP-PEV / CDU (1987-presente) | 33,4 | 3    | 36,1 | 5    | 35,8 | 5    | 39,2 | 3    | 30,3 | 3    | 27,1 | 2    | 26,1 | 3    | 13,93 | ?    | 12,96 | ?    | 9,04  | -    | 19,94 | 2    | 16,01 | 1    | 9,95  | 1    |
| PPD/PSD                                                          | 17,5 | 1    | 31,7 | 4    | 26,1 | 4    |      |      | 26,4 | 2    | 36,9 | 4    | 16,6 | 1    | 17,60 | ?    | 41,01 | ?    |       |      | 36,94 | 4    |       |      |       |      |
| CDS-PP                                                           |      |      |      |      | 4,3  | -    |      |      |      |      |      |      | 7,0  | -    | 3,46  | ?    | 1,26  | ?    |       |      | 16,07 | 1    |       |      |       |      |
| B.E.                                                             |      |      |      |      |      |      |      |      |      |      |      |      |      |      | 2,05  | ?    | 2,52  | ?    |       |      |       |      |       |      |       |      |
| PCTP/MRPP                                                        |      |      |      |      |      |      |      |      |      |      |      |      |      |      | 1,30  | ?    | 0,75  | ?    |       |      |       |      |       |      |       |      |
| PPD/PSD.CDS-PP                                                   |      |      |      |      |      |      |      |      |      |      |      |      |      |      |       |      |       |      | 30,28 | 3    |       |      | 21,65 | 2    |       |      |
| IND                                                              |      |      |      |      |      |      |      |      |      |      |      |      |      |      |       |      |       |      | 22,18 | 2    |       |      |       |      |       |      |
| IND                                                              |      |      |      |      |      |      |      |      |      |      |      |      |      |      |       |      |       |      | 22,18 | 2    |       |      |       |      |       |      |
| PPD/PSD.CDS-PP.A                                                 |      |      |      |      |      |      |      |      |      |      |      |      |      |      |       |      |       |      |       |      |       |      |       |      | 30,02 | 3    |
| CH                                                               |      |      |      |      |      |      |      |      |      |      |      |      |      |      |       |      |       |      |       |      |       |      |       |      | 1,93  | -    |
| PPM                                                              |      |      |      |      |      |      |      |      |      |      |      |      |      |      |       |      |       |      |       |      |       |      |       |      | 0,48  | -    |

## Festas
No primeiro fim-de-semana de Setembro celebram-se as Festas de Nossa Senhora da Oliveira, que vêm acontecendo desde de 1889. As ruas, de arquitetura alentejana e à semelhança de Campo Maior, encontram-se engalanadas com recortes de papel colorido e flores do mesmo material resultado de muita dedicação e perícia. Não falta o arraial, fogareiros para assados, nomeadamente, a famosa sardinha ou a carne de porco, charanga e muita música.
Devido à proximidade do Ribatejo e do Alentejo realizam-se largadas, passeios equestres e uma Picaria na Praça de Touros. O ponto alto das festas surge aquando da procissão da Nossa Senhora da Oliveira. O andor com a imagem é colocado à entrada da igreja, com o mesmo nome, e ao final do dia de Domingo, a grande procissão sai percorrendo as principais ruas da vila. Esta imagem é acompanhada por outros santos também transportados em andor, homenageando assim todos os protectores da devoção da vila.

## Património
- Igreja Paroquial de Nossa Senhora da Oliveira
- Igreja Paroquial de São Sebastião de Canha
- Castelo de Canha
- Fonte Velha
- Câmara Municipal de Canha